# Ibimirim
Ibimirim is een gemeente in de Braziliaanse deelstaat Pernambuco. De gemeente telt 29.018 inwoners (schatting 2009).
De gemeente grenst aan Sertânia, Custódia, Betânia, Inajá, Manari, Tupanatinga, Buíque en Floresta.